# 高島正澄
高島 正澄（たかしま まさずみ）は、戦国時代から安土桃山時代にかけての武将。播磨国高野須城主。

## 略歴
赤松義村の三男として誕生。
天正5年（1577年）、羽柴秀吉が播磨上月城に攻め寄せた時、甥・赤松政範に味方し、赤松家の家老として補佐した。
政範が自害した後、一族の早瀬正義らと共に殉死した。ちなみに甥・赤松正満の子も赤松正澄である。